# Tooji
Tooji, pseudonimo di Touraj Keshtkar (in persiano: تورج کشتکار; Shiraz, 26 maggio 1987), è un cantante, modello, showman e danzatore iraniano naturalizzato norvegese.

## Biografia
Tooji all'età di un anno si è trasferito in Norvegia e qui ha cominciato all'età di 16 anni la carriera di modello. Subito dopo ha intrapreso quella di conduttore televisivo per MTV Norvegia dove ha presentato Super Saturday e Tooji's top 10. Nel 2012 si è presentato al Melodi Grand Prix, risultando vincitore con la canzone Stay e si è così aggiudicato la possibilità di rappresentare la Norvegia all'Eurovision Song Contest 2012.

## Vita privata
Ha fatto coming out, dichiarandosi omosessuale nel 2015. Da allora è anche un attivista LGBT.

## Discografia
- 2008: Swan Song
- 2012: Stay (massima posizione raggiunta in Norvegia: 2)